# Франсуа де Вандом (видам Шартрский)
Франсуа де Вандом (фр. François de Vendôme; 1522 — 16 декабря 1560, Париж), видам Шартрский, принц де Шабанне, сеньор де Ла-Ферте-Арно — французский военачальник, участник Итальянских войн.

## Биография
Сын Луи де Вандома и Элен Гуфье де Роанне.
Один из богатейших сеньоров Франции, прославившийся храбростью и благородством в поединках и на полях сражений, последний представитель древнего рода графов Шартрских.
Начал военную службу в 1543 знаменосцем роты из 50 копий сеньора де Буаси. В 1544 служил в Пьемонте, под командованием графа Энгиенского участвовал во взятии Карманьолы, осаде Кариньяно, в битве при Черизоле и взятии Альбы.
29 апреля 1547 получил роту из 40 копий, увеличенную затем до 50-ти.
В 1549 участвовал во взятии фортов, окружавших Булонь, в следующем году был отправлен в Англию в числе заложников, гарантировавших исполнение условий Булонского мира.
В начале новой Итальянской войны весной 1552 сопровождал Генриха II в Лотарингской кампании, затем участвовал в обороне Меца, отличившись во многих вылазках, захватив во время одной из них 300 пленных, и благородно отпустив всех офицеров без выкупа.
В 1555 присоединился волонтером к армии герцога Омальского, с которым подружился в Англии, и участвовал в военных действиях в Пьемонте: деблокировании Сантии, осажденной герцогом Альбой, и осадах Вольпиано (сдался в сентябре) и Монкальво (капитулировал 7 октября).

Франсуа Клуэ. Франсуа де Вандом, видам Шартрский. Шантийи, музей Конде

После смерти Франсуа де Бонниве, 14 ноября 1556 был назначен генерал-полковником французской пехоты по ту сторону гор (в Пьемонте), состоявшей из элитных частей («Старых отрядов»). Прибыл в Италию в январе 1557 в составе армии Франсуа де Гиза, предпринявшего поход на Неаполь. Под командованием маршала де Бриссака участвовал в осадах Вальфеньеры, Кераско и Кунео.
Будучи приверженцем Гизов, вступил в конфликт с де Бриссаком, являвшимся открытым противником их группировки, и во время атаки укреплений Кунео был поставлен маршалом во вторую линию. В авангарде действовал барон де Шепуа; Франсуа де Вандом, расценивший приказ де Бриссака как оскорбление, открыто выражал своё недовольство, и раздоры между командующими привели к провалу штурма. Шепуа погиб в рукопашной схватке, и де Бриссак обвинил Вандома в неудаче, пустив слух, что тот приказал убить барона во время боя.
После разгрома под Сен-Кантеном участвовал в эвакуации пьемонтских укреплений и отступлении во Францию. В кампанию 1558 года под командованием Франсуа де Гиза участвовал во взятии Кале и Гина в январе, Тионвиля в июне, затем, в составе войск маршала де Терма, в захвате Дюнкерка и Берга в июле. 13 июля сражался при Гравелине, где французы были разбиты, а де Терм попал в плен. 17 августа Вандом был назначен на его место лейтенант-генералом Кале и графства Уа, с отставлением от должности генерал-полковника. Был пожалован в рыцари ордена короля. Обеспечил оборону границы, и пытался при помощи изменников овладеть Сент-Омером, но потерпел неудачу и отступил в Кале, которым управлял до 1559 года.
В 1559 был вынужден уйти в отставку из-за конфликта с Гизами. Клод Омальский предложил Вандому жениться на Луизе де Брезе, дочери Дианы де Пуатье, но видам отверг её, вступив в брак со скромной и добродетельной Жанной д'Эстиссак. При посредничестве фаворитки Гизы примирились с де Бриссаком, и маршал поставил условием удаление Вандома от двора.

Франсуа Клуэ. Франсуа де Вандом, видам Шартрский. Шантийи, музей Конде

Оказавшись в немилости, видам примкнул к принцу Конде, был арестован по обвинению в причастности к Амбуазскому заговору и 27 августа 1559 заключен в Бастилию. В связи с тяжелым состоянием здоровья его выпустили 7 декабря 1560, через два дня после смерти короля Франциска II перевезли в Гравильский отель, где он умер 16 декабря в возрасте 38 лет. Приговором парламента от 13 июня 1561 видам Шартрский был оправдан.

## Семья
Жена: Жанна д'Эстиссак, дочь Луи д'Эстиссака. Брак бездетный
Бастарды от Луизы де Фаейт:
- Фульвия де Вандом. Муж (9.05.1572): Жак де Бийон, сеньор де Ла Прюн
- Луиза де Вандом

Франсуа де Вандом составил завещание в пользу этих дочерей, но дети его тетки по отцу Луизы де Вандом, жены Франсуа де Ферьера, сеньора де Маньи, заявили претензии на наследство, что привело к длительному процессу, в результате которого основным наследником стал Жан II де Ферьер, принявший титул видама Шартрского